# Сюгаил
Сюгаил — разъезд в Можгинском районе Удмуртской республики.

## География
Находится в юго-западной части Удмуртии на расстоянии приблизительно 5 км на запад по прямой от районного центра города Можга у железнодорожной линии Казань-Агрыз.

## История
Известен с 1939 года. До 2021 года входил в состав Сюгаильского сельского поселения.

## Население
Постоянное население составляло 80 человек в 2002 году (русские 66 %, удмурты 27 %), 62 в 2012.